# Sam Brown
Samantha Brown, detta Sam (Stratford, 7 ottobre 1964), è una cantautrice britannica.

## Biografia
Figlia del musicista e cantante Joe Brown e della cantante Vicki Brown, ha intrapreso l'attività di cantante ad appena 14 anni, quando ha collaborato con i Small Faces per l'album 78 in the Shade (1978).
Ha anche registrato con Spandau Ballet e Jon Lord.
Nel 1986 ha firmato un contratto con la A&M Records. Nel 1988 ha pubblicato il suo più importante successo, il brano Stop!, che dà anche il nome al suo primo album in studio. 
Il suo secondo disco è uscito due anni dopo.
Dopo la morte della madre, avvenuta nel 1991, ha pubblicato 43 Minutes, che non ha avuto successo.
Nel 1994 l'artista ha collaborato con i Pink Floyd (già partecipando alla line-up nel 1990 a Knebworth)come corista negli album The Division Bell e Pulse ed ha anche partecipato al tour mondiale. Nel 1995 ha collaborato con Fish per il singolo Just Good Friends. Nel 1997 ha pubblicato in maniera indipendente l'album Box.
La sua attività di corista la ha vista collaborare con numerosi e importanti artisti della scena rock e non solo: David Gilmour, Deep Purple, Jon Lord, The Firm, Gary Moore, Jools Holland, Nick Cave e altri.
Nel 2007 ha diffuso l'album Of the Moment.

## Discografia

### Album solista
- 1988 - Stop!
- 1990 - April Moon
- 1992 - 43 Minutes
- 1997 - Box
- 2000 - ReBoot
- 2005 - Ukulele and Voice (EP)
- 2006 - The Very Best of Sam Brown
- 2007 - Of the Moment
- 2023 - Number 8